# ヒルズグローヴ・カヴァード・ブリッジ
ヒルズグローヴ・カヴァード・ブリッジ（Hillsgrove Covered Bridge）は、ペンシルベニア州サリバン郡ヒルズグローヴ・タウンシップにある屋根付橋である。ロイアルソック・クリークに架かっている。1850年頃に建てられた。長さは186フィート（56.7メートル）。
1973年にアメリカ合衆国国家歴史登録財に登録された。サリヴァン郡の屋根付橋としては初の登録となった。